# Cordulegaster dorsalis
Cordulegaster dorsalis là loài chuồn chuồn trong họ Cordulegastridae. Loài này được Hagen in Selys mô tả khoa học đầu tiên năm 1858.

## Hình ảnh

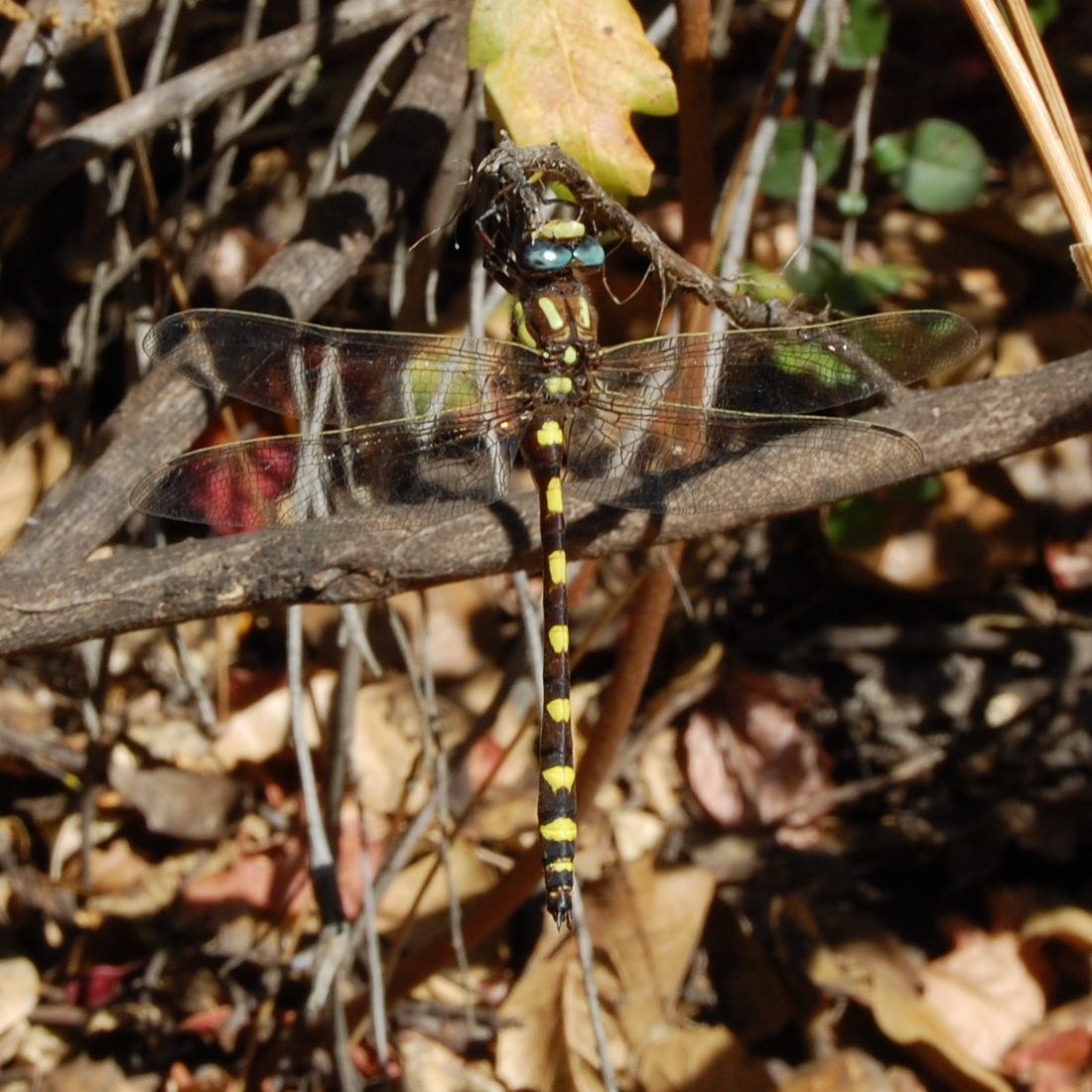